# Svenska nationella ambulansflyget

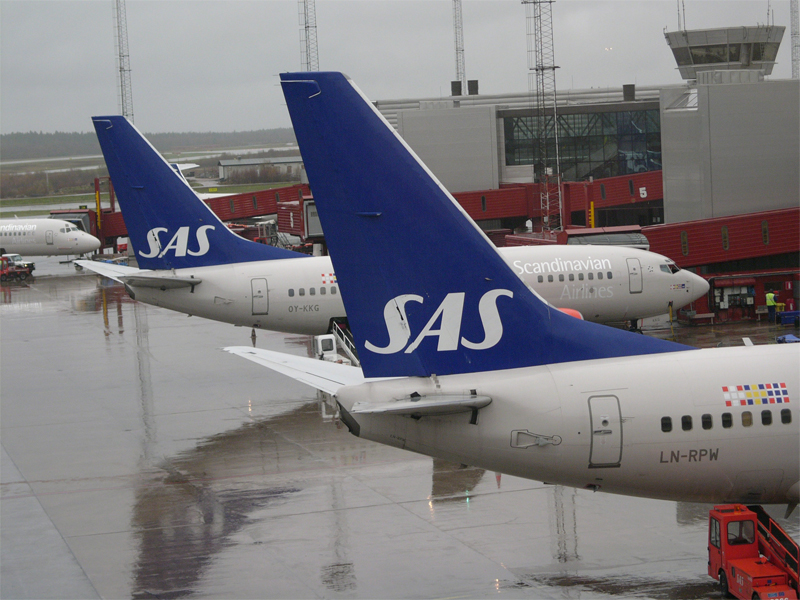
SAS-flygplan av typ Boeing 737 används av Svenska nationella ambulansflyget.

Svenska nationella ambulansflyget (SNAM), internationellt benämnt Swedish National Air Medevac, är en svensk statlig beredskapsorganisation under ansvar av Myndigheten för samhällsskydd och beredskap, och vilken kan ombesörja sjukvårdstransporter på långa avstånd inom och utom Sverige.

## Beredskapsorganisationen
Svenska nationella ambulansflyget är tänkt att användas vid större olyckor, katastrofer eller terroristattacker. Staten har ett avtal med SAS, enligt vilket flygbolaget vid begäran på Arlanda flygplats på sex timmar ska ändra inredningen av ett flygplan av typ Boeing 737-800 till intensivsjukvårdstransport för en specifik omedelbar insats.
Ambulansflygplanet är tänkt för sekundärtransport, det vill säga av transport av skadade som blivit föremål för behandling på eller nära den händelse som utlöst det medicinska evakueringsbehovet, så att patienterna är i tillstånd att transporteras till annan vårdgivning med flygplan.
Beslut om användning av denna typ av ambulansflyg tas, sedan 1 januari 2011, av Myndigheten för samhällsskydd och beredskap i samråd med Socialstyrelsen. Tänkta avnämare av tjänsten är svenska landsting, Försvarsmakten i Sverige, Europeiska Unionen och internationella organisationer efter en större olycka eller katastrof, när en omfattande evakuering måste göras. Myndigheten för samhällsskydd och beredskap har skyldighet att före ett beslut om användning säkerställa att det finns finansiering för en förestående insats. Insatsen leds från en ledningscentral på Arlanda flygplats under en räddningsledare från Myndigheten för samhällsskydd och beredskap, med biträde av personer från det vårdansvariga landstinget och från SAS.

## Ambulansflygplanet
En till ambulansflygplan konverterad Boeing 737-800 kan ta upp till tolv liggande skadade, varav upp till sex patienter i intensivsjukvård i ett mobilt intensivvårdssystem med speciella bårar. Dessa har egna batterier och egen syrgas och kan lyftas in och ut ur flygplanet med patienterna hela tiden syrgasförsörjda. Detta gör att patienten kan komma till vård på sjukhus utan att behöva flyttas mellan bårar vid byte av transportmedel. Utöver de liggande patienterna, kan flygplanet erbjuda plats för tjugo sittande patienter eller andra passagerare.
Flygplanet bemannas med en flygplansbesättning med två piloter, två tekniker och tre personer som kabinbesättning. Till detta kommer sjukvårdspersonal och tjänstemän som administrerar flyginsatsen. Sjukvårdspersonalen omfattar åtta läkare, elva specialistsjuksköterskor och en medicinsk tekniker. För att organisera insatsen medföljer en insatskoordinator från MSB samt en så kallad Turn Around Coordinator från flygbolaget. Den medicinska personalen kommer från Västerbottens läns landsting och flygs till Arlanda flygplats samtidigt som flygplanet byggs om. Samma landsting har vårdansvaret under insatsen.
Ambulansplanet har en räckvidd på 3.000 kilometer från Arlanda utan påfyllning av bränsle och syrgas och byte av besättning. Det kan användas en andra omgång efter ungefär tolv timmar efter att ha återvänt till Arlanda.

## Historik
Den färdiga beredskapsorganisationen är ett resultat av sju års uppbyggnadsarbete som påbörjades 2001, vari också ingår också utvecklingen av ett mobilt intensivvårdssystem vid Micus AB i Skellefteå, flygsäkerhetscertifiering av inmonterad utrustning och utbildning av sjukvårdspersonal för uppgiften, också till att också vara flygpersonal för att ha tillstånd att använda sjukvårdsutrustningen i flygplanet, vilken är klassad som flygplansutrustning och endast får hanteras av flygpersonal.
Vid tsunamikatastrofen i Thailand 2004 hade ännu inte klartecken givits för användning av ett SNAM-utrustat flygplan. I september 2005 genomfördes den första övningen med ett SNAM-utrustad ambulansflygplan. Detta deltog i en övning med Barents Rescue i Nordnorge tillsammans med flera länder.
Beredskapsorganisationen var klar att användas reguljärt 2008.

## Användning
Svenska nationella ambulansflyget användes i november 2008 för att evakuerade skadade vi terrordådet i Bombay. Fem patienter flögs från Bombay till London på begäran av Europeiska unionens övervaknings- och informationscentrum (Monitoring and Information Centre). En begäran gjordes på morgonen den 27 november, regeringen tog ett beslut samma förmiddag om finansiering och uppdrag till Luftfartsverket, flygplanet anlände till Bombay efter mellanlandning i Dubai den 30 november, och återvände till Europa samma dag. Evakueringen av skadade hade förberets av en rekognoseringsgrupp medicinskt personal, vilken ankommit till Indien dagen före ambulansflygplanet.
Myndigheten för samhällsskydd och beredskap fick i mars 2016 i uppdrag av Regeringen att registrera Svenska nationella ambulansflyget i EU:s frivilliga resurspool.